# سنت سوزان، رئونیون
شهر سنت سوزان، رئونیون (به فرانسوی: Sainte-Suzanne, Réunion) در شهرستان رئونیون در ناحیه رئونیون با جمعیت ۲۱٬۷۱۴ نفر در کشور فرانسه واقع شده‌است